# کاترین کارور
کاترین کارور (انگلیسی: Kathryn Carver; ۲۴ اوت ۱۸۹۹ – ۱۷ ژوئیهٔ ۱۹۴۷) بازیگر اهل کشور ایالات متحده آمریکا بود. او به مدت شش سال همسر بازیگری به نام آدولف منژو بوده‌است. از فیلم‌هایی که وی بازی کرده می‌توان به زندگی خصوصی او اشاره نمود.